# Kepler-37
Kepler-37 – podobna do Słońca gwiazda typu żółty karzeł posiadająca przynajmniej trzy planety pozasłoneczne, które zostały odkryte w 2012 w ramach programu Kepler. Gwiazda położona jest w gwiazdozbiorze Lutni w odległości około 215 lat świetlnych od Ziemi. Kepler-37 jest najmniejszą dotychczas (2013) gwiazdą zbadaną asterosejsmologicznie.
Układ planetarny położony wokół gwiazdy zawiera najmniejszą znaną w tym momencie planetę pozasłoneczną orbitującą wokół gwiazdy ciągu głównego.

## Charakterystyka fizyczna
Kepler-37 jest podobnym do Słońca żółtym karłem, ale nieco od Słońca mniejszym i chłodniejszym.
Masa gwiazdy wynosi 80,3% masy Słońca, a średnica 77% średnicy Słońca, jej metaliczność wynosi –0,32 ± 0,07 [Fe/H].
Kepler-37 jest najmniejszą dotychczas (2013) gwiazdą zbadaną asterosejsmologicznie, koszty badań zostały pokryte przez crowdfundingowy program White Dwarf.

## Układ planetarny
Planety zostały odkryte we wrześniu 2012, a ich odkrycie zostało ogłoszone w lutym 2013.  Wszystkie planety zostały odkryte metodą tranzytową.  Naukowcy mają pewność sięgającą ponad 95,95% (3σ), że odkrycie układu planetarnego nie jest tylko błędem obserwacyjnym.
Najbliżej położona słońca planeta, Kepler-37b, była w momencie odkrycia najmniejszą znaną planetą pozasłoneczną orbitującą wokół gwiazdy ciągu głównego. Średnica planety wynosi zaledwie jedną trzecią średnicy Ziemi, jest to prawie na pewno planeta skalista. Kepler-37c jest nieco mniejsza od Wenus, a Kepler-37d jest dwukrotnie większa od Ziemi.
Wszystkie trzy odkryte planety znajdują się w mniejszej odległości od ich gwiazdy niż Merkury od Słońca, na ich powierzchni nie ma warunków do powstania życia w formie znanej na Ziemi – szacuje się, że na powierzchni Kepler-37b panuje temperatura rzędu 700 K.
Planety znajdują się w rezonansie orbitalnym 5:8:15 (z dokładnością do 1%).
Odkrycie tak niewielkiej planety jak Kepler-37b w ramach programu Kepler zostało określone jako „poważne techniczne udoskonalenie dla teleskopu”.  Według naukowców odnalezienie Kepler-37b to „dobra wiadomość”, ponieważ wskazuje na to, że Kepler jest w stanie odkrywać planety wielkości Ziemi.

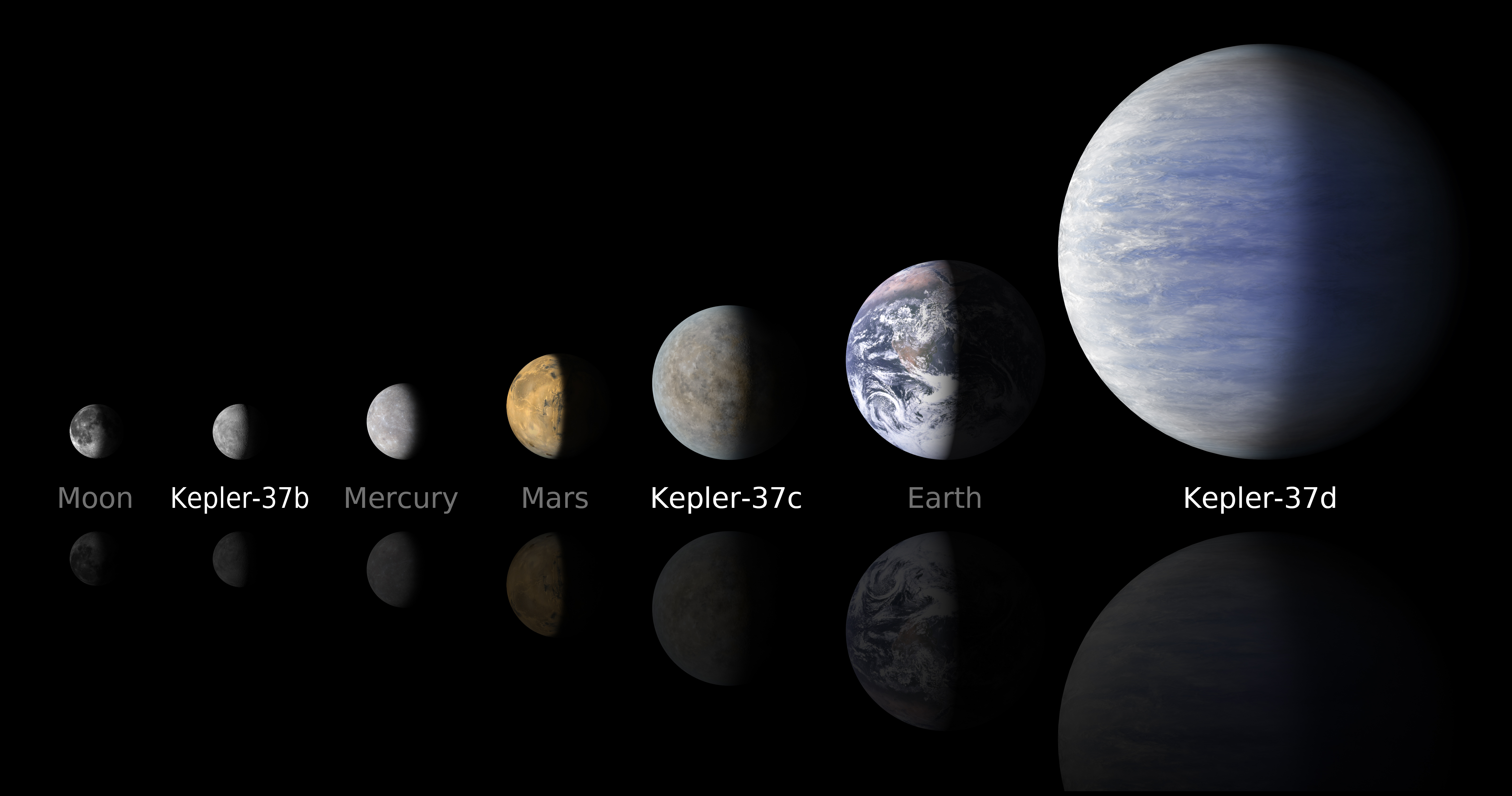
Porównanie wielkości planet układu Kepler-37 z planetami skalistymi Układu Słonecznego